# Phrynobatrachus cryptotis
Espèce
Statut de conservation UICN

 DD  : Données insuffisantes
Phrynobatrachus cryptotis est une espèce d'amphibiens de la famille des Phrynobatrachidae.

## Répartition
Cette espèce est endémique de la province du Katanga en République démocratique du Congo.

## Publication originale
- Schmidt & Inger, 1959 : Amphibians exclusive of the genera Afrixalus and Hyperolius. Exploration du Parc National de l'Upemba. Mission G.F. de Witte, Institut des Parcs Nationaux du Congo Belge, vol. 56, p. 1-264.